# Эверс, Вероника
Вероника Эверс (англ. Veronica Ewers, род. 1 сентября 1994, Москоу, Айдахо) — американская профессиональная велогонщица, выступавшая в 2022 году за женскую команду UCI, EF Education–Tibco–SVB.

## Биография
Родом из Айдахо, она училась в Уилламеттском университете в Сейлемее (штат Орегон), где играла в футбол в третьем дивизионе. Она окончила университет со степенью в области испанского языка и антропологии. Она начала заниматься велоспортом в 2019 году в Вашингтоне (округ Колумбия), в гильдии велосипедистов Fount, где ездила вместе с Дженнифер Уилер, профессиональной велогонщицей команды Tibco в 2011—2012 годах.
Своего первого значительного результата Эверс добилась в 2021 году на чемпионате США по шоссейному велоспорту в Ноксвилле, где она заняла третье место. После этого подиума ей поступило предложение присоединиться к команде EF Education–Tibco–SVB для участия в многодневке Джо Мартина, которую она закончила на втором месте, заняв подиум на каждом этапе. В августе 2021 года Эверс подписала свой первый профессиональный контракт с командой.
На своей первой гонке в Европе, Tour de l'Ardèche, она продемонстрировала своё мастерство, заняв 5-е место в общем зачёте.
В следующем году она выиграла финальный этап Гран-при Эльзи Якобс, а затем победила в Clasica Femenina Navarra.

## Достижения
2021
2-е место в общем зачёте многодневной гонки Джо Мартина
3-е место в групповой гонке, Чемпионат США по шоссейному велоспорту
5-е место в общем зачёте Tour Cycliste Féminin International de l'Ardèche
2022
1-е место в Clasica Femenina Navarra
2-е место в общем зачёте Гран-при Эльзи Якобс
1-е место в этапе 2
2-е место в Durango-Durango Emakumeen Saria
2-е место в Emakumeen Nafarroako Klasikoa
5-е место в индивидуальной гонке, Чемпионат США по шоссейному велоспорту
8-е место в общем зачёте The Women's Tour
9-е место в общем зачёте Тура де Франс
10-е место в общем зачёте Itzulia